# Ruellia fulgida
Ruellia fulgida är en akantusväxtart som beskrevs av Gábor Gabriel Andreánszky. Ruellia fulgida ingår i släktet Ruellia och familjen akantusväxter. Utöver nominatformen finns också underarten R. f. angustissima.